# Славеєво (Добрицька область)
Славе́єво (болг. Славеево) — село в Добрицькій області Болгарії. Входить до складу общини Добричка.

## Населення
За даними перепису населення 2011 року у селі проживали 192 особи.
Національний склад населення села:
| Національність   | Кількість осіб | Відсоток |
| ---------------- | -------------- | -------- |
| болгари          | 143            | 74,5%    |
| цигани           | 37             | 19,3%    |
| турки            | 5              | 2,6%     |
| Всього відповіли | 192            |          |

Розподіл населення за віком у 2011 році:
Динаміка населення: